# Malapterurus tanganyikaensis
Malapterurus tanganyikaensis és una espècie de peix de la família dels malapterúrids i de l'ordre dels siluriformes.

## Morfologia
- Els mascles poden assolir 48,5 cm de llargària total.
- Nombre de vèrtebres: 41-45.[1]

## Distribució geogràfica
Es troba a Àfrica: llac Tanganyika.